# Sandra Romain
Mărioara Popescu (Timișoara, Timiș; 26 de marzo de 1978), más conocida como Sandra Romain, es una actriz pornográfica y modelo erótica rumana retirada. A lo largo de su carrera en la industria pornográfica, Romain rodó cerca de 1000 películas, incluidas compilaciones; la mayoría de las cuales presentan sexo anal, incluyendo en ocasiones, dobles y hasta triples penetraciones anales. Por ello, la actriz rumana fue catalogada como "la reina del sexo anal" por los medios de comunicación.
Es la única pornstar rumana que ha logrado ganar cinco premios AVN. Ganó su primer "Oscar del cine porno" en la gala AVN 2006, y al año siguiente logró alzarse con otros cuatro premios más.

## Carrera profesional

### Primeros años
Romain trabajó, en primer lugar, para una revista de viajes en Rumanía. Una vez, mientras miraba una revista pornográfica, su jefe le propuso presentarse a modelo para aquella revista, si ella lo deseaba. Tras hacer algunos contactos, Romain entró en la industria de las películas para adultos.

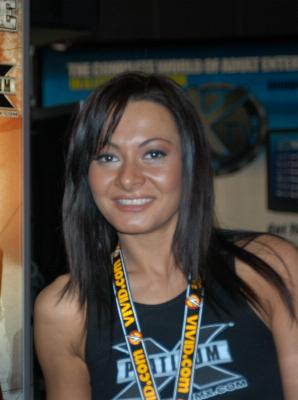
Sandra Romain en 2005.

 Tras ser descubierta por la Agencia Floyd, la actriz rumana comenzó su andadura por la industria porno europea en 2001. Romain logró especial notoriedad en Alemania, con la estrella local Titus Steel. En agosto de 2005 se marchó a Estados Unidos. Romain ha sido representada por Mark Spiegler, de Spiegler Girls, Derek Hay de LA Direct Models y por el director porno sueco Mikael Grundström.
Sus comienzos en la industria pornográfica estadounidense fueron complicados, ya que la joven rumana "apenas sabía decir 'sí', 'no', 'fóllame' y 'gracias' en inglés". Su primera escena fue con Rocco Siffredi y al día siguiente la rumana se tuvo que enfrentar al mítico actor italiano y a Nacho Vidal en una escena en la que debía recibir dobles penetraciones, algo que nunca había experimentado. De hecho, Romain tuvo una muy mala experiencia con el sexo anal, pese a que luego sería catalogada en Estados Unidos como la "Reina del Sexo Anal". La actriz rumana recuerda estar "viendo una película con una chica francesa. Esa chica hacía el sexo anal muy fácilmente. Pensé que podía intentarlo y ver si me gustaba. No sabía nada sobre ello. Todo fue muy doloroso, no quiero hablar más sobre ello, pero realmente lo odié. Ahora puedo recibir fácilmente una triple penetración anal". En 2003 trabajó con el polémico actor y director Max Hardcore en el vídeo Pure Max 10.
Romain es capaz de realizar escenas anales triples, lo que asombró a las compañías productoras. Está casada y tiene una gran amistad con la actriz porno francesa Melissa Lauren.
La pornstar rumana vivió su momento de gloria en la noche del 13 de enero de 2007, cuando ganó cuatro premios AVN en Las Vegas. Al año siguiente, a comienzos de 2008, Romain regresó a su Rumanía natal para comenzar a formar una familia y montar un hotel en su país.

### Retiro y regreso al porno
A finales de 2008, diversos medios de comunicación rumanos se hicieron eco de la retirada definitiva de Sandra Romain de la industria para adultos. La estrella porno regresó a Rumanía, cuyos medios de comunicación la calificaron como "la reina de las dobles penetraciones anales". Sandra aseguró que tras ocho años en California rodando películas y practicando sexo "durante un período largo de tiempo, al final te das cuenta de que no eres la misma persona; el dinero y el entorno te cambian".
Romain se instaló en una aldea llamada Vermes, en el distrito de Caraş-Severin, en una nueva casa junto a su marido y su madre. La pornstar rumana invirtió parte del dinero obtenido de la industria pornográfica en el sector inmobiliario. Además, los allegados de Romain aseguraron que la rumana estaba en proceso de "arrepentimiento" ya que su familia está estrechamente ligada a la iglesia. Incluso, se llegó a señalar que querían que Romain se sometiera a un exorcismo porque "Satanás había entrado en ella" cuando decidió entrar en la industria pornográfica.
En 2011, tras un largo tiempo de retiro, vuelve a la industria para adultos contratada por los sitios porno, Brazzers y Kink.

## Vida personal
Sandra Romain, cuyo verdadero nombre es Maria Popescu, está casada con su marido Sorin -también actor porno cuando conoció a Sandra- desde 2006. Ambos se conocieron en un campamento de la escuela y tras trece años de noviazgo se casaron. Un amigo francés de la pareja les propuso viajar a Hungría para participar en diversos cástines de cine porno, pero Sandra fue quien rápidamente atrajo la atención. Desde el ascenso de Romain al estrellato en la pornografía, tanto a nivel cinematográfico como fotográfico, la figura de su marido pasó a un segundo plano y los rumores sobre la separación no tardaron en aparecer.
La actriz no ha negado altibajos en su vida sentimental porque "como toda pareja, nosotros también hemos tenido nuestros momentos buenos y malos, pero la comprensión puede resolverlo todo". Como consecuencia de las acusaciones vertidas en Rumanía sobre su matrimonio, Romain dejó la pornografía para volver a su país.

## Premios
- 2006 - Premio AVN a la mejor escena rodada en una producción extranjera por Euro domination[17]
- 2007 - Premio AVN a la mejor escena de sexo anal por Manhunters[18]
- 2007 - Premio AVN a la mejor escena de sexo en grupo por Fashionistas Safado: The challenge[18]
- 2007 - Premio AVN a la mejor escena rodada en un producción extranjera por Outnumbered 4[18]
- 2007 - Premio AVN a la escena con Three-way por Fuck Slaves[18]